# 蛇之口滝
蛇之口滝（じゃのくちたき）は、屋久島にある滝。

## 概要
蛇之口滝は、大川の滝や千尋の滝と共に屋久島の三つの名瀑のひとつ。落差は30m、幅約100m。花崗岩のなめらかな岩肌を清流が緩やかに流れ落ちる。

## 登山史
1974年12月31日　三人の登山家が初登攀に成功した。

## アクセス
尾之間温泉駐車場横の尾之間歩道入口から約3.5キロ